# Aldeyjarfoss
Aldeyjarfoss – wodospad w północnej Islandii w środkowym biegu rzeki Skjálfandafljót. Osiąga wysokość 20 m. W jego dolnej części widoczne są charakterystyczne regularne kolumny bazaltowe. Do wodospadu można dotrzeć podążając drogą wiodącą na równinę Sprengisandur, odchodzącą od drogi krajowej nr 1 w okolicy innego znanego wodospadu na tej samej rzece – Goðafoss.